# Марина Салас
Марина Салас Родрігес (ісп. Marina Salas Rodríguez; нар. 17 жовтня 1988, Корнелья-де-Льобрегат) — іспанська акторка кіно. Відомі ролі в таких фільмах: «Лопе де Вега: Розпусник і спокусник», «Три метра над рівнем неба» і «Три метри над рівнем неба. Я тебе хочу».

## Біографія
Марина Салас народилася 17 жовтня 1988 року у провінції Барселона. З дитинства відрізнялася від інших дітей, люблячи наслідувати героїв різних мультфільмів і фільмів. Наділена акторським талантом дівчинка справила враження на режисера серіалу «Комісар», який згодом запросив її на другорядну роль. У 2000 році Марина Салас грала відразу в двох серіалах — «Міська лікарня» та «Міські декорації». В 2006 році з'являється в одному з епізодів «Каталонії» і грає роль дочки головного героя у фільмі «Без тебе».
У 2007 році виконала епізодичну роль в серіалі «Зворотний відлік». Через рік запрошена в серіал «Хто-небудь там є?» на другорядну роль. У 2010 році бере участь у зйомках фільму «Лопе де Вега: Розпусник і спокусник». У цьому ж році знімається в мелодрамі «Три метри над рівнем неба», де грає роль Катіни — найкращої подруги головної героїні.
У 2011 році Салас отримує роль німої дівчинки Люсії в епізоді серіалу «Ангел або Демон», а в популярному серіалі «Корабель» («El Barco»/ «Ковчег») роль Вілми, яка вирішує народити дитину, попри прийдешній апокаліпсис.
В 2012 році виконала роль Ванесси у фільмі «Королі рулетки» і Катіни у кінострічці «Три метри над рівнем неба: Я хочу тебе».

## Кіно
| Кіно | Кіно                                   | Кіно                  | Кіно            |
| Рік  | Назва                                  | Роль                  | Примітки        |
| ---- | -------------------------------------- | --------------------- | --------------- |
| 2006 | Без тебе (Sin ti)                      | Альба                 | Роль дебюту     |
| 2010 | Лопе де Вега: Розпусник і спокусник    | Смаглява леді сонетів | Другорядна роль |
| 2010 | Три метри над рівнем неба              | Катіна                | Головна роль    |
| 2012 | Королі рулетки                         | Ванесса               | Головна роль    |
| 2012 | Три метри над рівнем неба: Я хочу тебе | Катіна                | Головна роль    |
| 2014 | За жменю поцілунків                    | Глорія                |                 |

## Телебачення
| Телебачення | Телебачення              | Телебачення          | Телебачення                                     |
| Рік         | Назва                    | Роль                 | Примітки                                        |
| ----------- | ------------------------ | -------------------- | ----------------------------------------------- |
| 2005—2006   | Міські декорації         | Лайла                | Сезон 6 (50 серій)                              |
| 2007        | Зворотний відлік         | Рут                  | 1 серія                                         |
| 2007—2008   | Загублена                | Кристина Маркос      | Головна роль (13 серій)                         |
| 2008—2009   | Комісар                  | Наталія              | 2 серії («просто секс», «Ellen Show»)           |
| 2009        | Пакт                     | Ребека Луенго        | TV Movie                                        |
| 2009—2010   | Хто-небудь там є?        | Сільвія              |                                                 |
| 2010        | El vlog de Greta         | Вів                  | 2 серії («Чому дівчата», «Ring Ring»)           |
| 2011        | Янгол або демон          | Лусія                | 1 епізод («Демон ревнощів»)                     |
| 2011        | Центральна лікарня       | Альма Ріверо         | 2 серії («Рятуючи життя», «Страх і сміливість») |
| 2011—2013   | Корабель                 | Вільма Лиоренте      | Головна роль (43 серій)                         |
| 2015—2016   | Карлос, король-імператор | Елеонора Австрійська |                                                 |